# Sistema immunitario innato

Tipi di cellule coinvolte nell'immunità innata nei vertebrati.

Il sistema immunitario innato (conosciuto anche come sistema immunitario non specifico) è un sottosistema del sistema immunitario. Esso comprende cellule e molecole solubili che nell'insieme difendono l'ospite (denominato self) dall'infezione e dalla colonizzazione di altri organismi (denominati non-self).
È stato il primo sottosistema immunitario a svilupparsi e pertanto è presente in tutti gli organismi pluricellulari. È il sistema dominante nelle piante, funghi, insetti e organismi primitivi multicellulari. Solo nei vertebrati viene affiancato dal sistema immunitario adattativo, la porzione complementare al sistema immunitario innato. Nonostante la sua antichità, nei vertebrati e soprattutto nell'uomo, il sistema immunitario innato è il primo ad intervenire in caso di infezione da parte di agenti patogeni.
La risposta innata infatti si scatena nel giro di poche ore dall'infezione a differenza della risposta adattativa, che può richiedere giorni o addirittura settimane. L'immunità innata non è dissociata dall'immunità adattativa; esse si influenzano a vicenda mediante la produzione di mediatori e l'utilizzo "condiviso" di cellule immunitarie (un esempio principe sono le cellule presentanti l'antigene; esse "connettono" materialmente il sistema immunitario innato a quello adattativo).

## Caratteristiche
Le funzioni principali di questo sottosistema nei vertebrati includono:
- Reclutamento di cellule immunitarie verso i siti di infezione attraverso la produzione di fattori chimici (inclusi mediatori chimici specializzati, denominati citochine);
- Attivazione della cascata del complemento per eliminare batteri, cellule attivate o per promuovere la rimozione di complessi antigene-anticorpo o cellule morte;
- Identificazione e rimozione di sostanze estranee presenti in organi, tessuti (inclusi sangue e linfa) per mezzo dei leucociti (globuli bianchi);
- Attivazione del sistema immunitario adattativo attraverso un processo conosciuto come "presentazione dell'antigene";
- Costituzione di una barriera fisica e/o chimica che agisce contro agenti infettivi o corpi estranei.

Possiede una specificità limitata alla possibilità di riconoscere molecole o parti di molecole espresse da una classe di agenti infettivi, ma spesso non riesce a discriminare un singolo agente patogeno a differenza della grande specificità dell'immunità adattativa. Va specificato che l'immunità innata non riconosce esclusivamente agenti infettivi, ma agisce anche su cellule self che, a causa di un'infezione o altre condizioni esprimono molecole che normalmente non sono espresse dalle cellule sane (come proteine della famiglia Hsp, heat shock proteins) e che per questo vengono riconosciute come non self, come ad esempio cellule tumorali.
Non possiede nessun meccanismo di memoria cellulare atto a fornire una risposta più efficace e rapida in seguito all'infezione da parte di uno stesso agente infettivo, ma possiede metodi di discriminazione del self dal non-self che per molti versi la rendono una risposta immunitaria meno dannosa rispetto all'immunità adattativa poiché si ha un rischio praticamente nullo di errori che portino allo sviluppo di patologie autoimmuni.
Strutturalmente l'immunità innata è costituita da diversi componenti in cui non figurano esclusivamente cellule, ma interi tessuti che fungono da barriera alla penetrazione di microbi sia per la loro conformazione che per alcune sostanze battericide che secernono. Oltre alle barriere anatomiche dell'organismo, all'immunità innata partecipano anche le proteine del sistema del complemento e della flogosi, il sistema delle cellule fagocitiche e le cellule NK (natural killer) e le citochine.

## Barriere anatomiche
Le barriere anatomiche possono essere di natura fisica, chimica e biologica.
Un ruolo consistente è svolto dagli epiteli (sia di derivazione ectodermica che endodermica), la prima vera barriera fisica che un microbo deve permeare per poter contaminare un sistema biologico.

### Cute e degli annessi cutanei
L'epidermide fornisce una valida barriera al passaggio di microbi dal momento che:
1. Gli strati più superficiali dell'epidermide costituiscono una vera e propria barriera fisica in quanto sono costituiti da molteplici strati di cheratinociti morti che hanno perso il nucleo e sono a tutti gli effetti dei depositi di cheratina e altre proteine filamentose;
2. È impermeabile (è infatti presente la barriera aria-cute a partire dallo strato granuloso) e in virtù del contenuto in lipidi;
3. La desquamazione dello strato corneo contribuisce alla rimozione di eventuali microbi depositatisi sulla sua superficie;
4. Manca, come tutti gli epiteli, di vasi sanguigni che possono costituire una via di diffusione dei microorganismi;
5. Non è in grado di trattenere umidità.

Nell'epidermide inoltre sboccano:
1. I dotti delle ghiandole sudoripare il cui secreto, il sudore, contiene immunoglobuline IgA, urea ed alcune tipologie di acidi grassi che lubrificano la pelle ed inibiscono la crescita batterica;
2. I dotti delle ghiandole sebacee che con il loro secreto contribuiscono a creare delle condizioni non ideali per la crescita e contaminazione di patogeni.

### Vie aeree superiori e inferiori
Il naso, oltre ad intrappolare tramite le vibrisse le particelle più grossolane presenti nell'aria inspirata, produce un muco contenente, oltre ad acqua, ioni e mucine, anche lo 0,1-0,5% di proteine antimicrobiche come lisozima, lattoferrina, β-defensina, IgA, IgG.
Le vie respiratorie contengono:
- la scala mobile mucociliare nello spessore dei propri epiteli: un insieme di cilia vibratili che muovono il muco in direzione orale e ne filtrano il contenuto;
- surfattante e muco a livello dell'albero bronchiale, capace di intrappolare i patogeni provenienti dall'aria inspirata;
- cellule secernenti defensine.

### Apparato gastrointestinale
L'apparato gastrointestinale è per molti microbi un ambiente sfavorevole dato:
- il basso pH dello stomaco;
- la presenza di bile;
- la presenza di succo pancreatico, ricco di enzimi idrolitici e proteolitici;
- il ruolo svolto dalla peristalsi durante i periodi prandiali e interprandiali;
- la presenza della flora intestinale, che può secernere sostanze tossiche o può entrare in competizione con il patogeno per i nutrienti disponibili; in questo modo si evita che questi riesca a colonizzare e infettare l'ospite.

### Sangue
Il sangue contiene numerose proteine antimicrobiche come transferrina, lattoferrina, lisozima, interferone, fibronectina, TNF-α, e proteine del complemento.

### Altro
Le lacrime, secrete dalle ghiandole lacrimali, sono un liquido contenente numerose proteine antimicrobiche, tra cui il lisozima, la lattoferrina, lipocaina ed IgA.
Anche la saliva, insieme alle lacrime, deterge e risciacqua le superfici che essa bagna.

## Profili molecolari
L'immunità innata riconosce i patogeni perché i recettori delle sue cellule si legano a delle molecole o porzioni di molecole caratteristiche che non sono espresse dalle cellule dell'organismo in cui viene attuata, sono perciò identificate come non self. La gamma di molecole riconosciuta dall'immunità innata, nota come profili molecolari associati ai patogeni (PAMP, Pathogen Associated Molecular Patterns) è tuttavia limitata, ridotta a circa un migliaio di strutture differenti, dal momento che i recettori per il riconoscimento dei profili (Pattern Recognition Receptors, PRR) hanno una variabilità molto inferiore rispetto a quelli dell'immunità adattativa, che può riconoscere diversi milioni di molecole differenti.
Alcuni dei PAMP più comuni sono:
- il lipopolisaccaride (LPS) espresso da molti batteri;
- gli RNA a doppio filamento virali;
- i peptidi contenenti N-formilmetionina esclusivi dei batteri (e delle proteine mitocondriali);
- le sequenze CpG non metilate;
- alcuni oligosaccaridi ricchi di mannosio e fucosio delle membrane batteriche o acido teicoico.

I recettori PRR sono codificati nella linea germinativa e sulle cellule di una stessa linea tutti i recettori sono identici. L'efficacia di questo tipo di risposta immunitaria risiede nel fatto che colpisce quasi sempre strutture essenziali per la sopravvivenza del patogeno, per esempio il lipopolisaccaride della parete cellulare batterica, per cui difficilmente il non self non viene riconosciuto.
Anche alcune molecole rilasciate da cellule danneggiate chiamate "profili molecolari associati al danno" (Damage Associated Molecular Patterns, DAMP) sono riconosciute dall'immunità innata che viene quindi stimolata ad eliminare queste cellule.

## Cellule sentinella
I recettori dell'immunità innata sono proteine che possono trovarsi sia sulla membrana plasmatica di alcune cellule immunitarie sia all'interno del loro citoplasma o sulla membrana degli endosomi, ma possono anche essere proteine disciolte nel sangue oppure in liquidi extracellulari. Sono espressi da:
- linfociti;
- macrofagi;
- granulociti neutrofili;
- cellule dendritiche;
- cellule epiteliali;
- cellule endoteliali.

Il loro compito è quello di legarsi a strutture molecolari specifiche presenti su di un microbo e successivamente di attivare una trasduzione del segnale intracellulare che scatena una risposta effettrice che può provenire dalla cellula stessa oppure da altre cellule (fagociti e linfociti NK) reclutate da mediatori chimici come le citochine. Le principali classi di PRR associati alla cellula identificate sono i recettori Toll-like (TLR, Toll-like receptors), le lectine di tipo C, i recettori del peptide Met-Leu-Phe formilato, i recettori scavenger, gli NLR e le proteine della famiglia CARD.
- I recettori Toll-like (TLR) sono una famiglia di PRR che devono il loro nome al recettore Toll, identificato per la prima volta in Drosophila e sono la classe principale di recettori dell'immunità innata. Nell'uomo esistono undici recettori Toll-like, numerati da TLR1 a TLR11, caratterizzati da motivi ripetuti di leucina e sequenze ricche di cisteina sulla porzione extracellulare e da un dominio conservato Toll\IL-1R (dominio conservato omologo a Toll) nella porzione intracellulare, che svolge un ruolo di primo piano nella trasduzione del segnale. Alcuni TLR (TLR 1, 2, 4, 5, 6) sono recettori transmembrana collocati nella membrana plasmatica, altri (TLR 3, 7, 8, 9, 10, 11) si trovano nella membrana degli endosomi, del reticolo endoplasmatico rugoso o comunque sulla membrana di organelli intracellulari. I TLR riconoscono molecole espresse comunemente dai batteri o dai virus come lipopolisaccaride, acido teicoico, lipoarabinomannano, flagellina, CpG non metilate, RNA a singola e doppia elica (questi ultimi sono riconosciuti in particolare dai TLR intracellulari). Dopo il legame con la rispettiva molecola del microbo scatenano la trasduzione del segnale che mediante una cascata di proteine attiva infine dei fattori trascrizionali come NF-κB o IRF, i quali trascrivono geni coinvolti nell'immunità innata, come quelli che codificano per citochine infiammatorie, alcune chemochine, molecole di adesione all'endotelio. I TLR sono espressi da macrofagi, granulociti neutrofili, cellule dendritiche, cellule dell'epitelio delle mucose e cellule endoteliali.
- Le lectine di tipo C sono proteine transmembrana calcio-dipendenti che legano alcuni polisaccaridi batterici come i glucani legati in posizioni insolite per i mammiferi ma molto comuni nei patogeni (come β-1,3 o β-1,6) espresse principalmente da macrofagi e cellule dendritiche. Una delle lectine di tipo C più comuni ed espresse è il recettore per il mannosio, di cui le pareti cellulari batteriche sono ricche. Le vie di trasduzione scatenate dalle lectine di tipo C confluiscono spesso con quelle attivate dai recettori di altri TLR.
- I recettori del peptide Met-Leu-Phe formilato riconoscono peptidi batterici contenenti N-formilmetionina, un amminoacido non utilizzato dalle cellule dei mammiferi se non in ambito mitocondriale ma presente come amminoacido iniziale in tutte le proteine batteriche. Sono proteine transmembrana a sette passaggi associate a proteine G (GPCR, G Protein Coupled Receptors), per cui allo stato inattivo sono legati a proteine G eterotrimeriche alla cui subunità α è legato GDP, mentre allo stato attivo, quando il ligando si lega al dominio per il ligando del recettore, il GDP è scambiato con GTP. La trasduzuone del segnale di questa tipologia di recettori tende a determinare come risposta un aumento del Ca2+ nel citoplasma, con conseguente aumento della motilità del citoscheletro (fondamentale per le cellule fagocitarie) e l'attivazione della proteina chinasi C (PKC). Due dei recettori più noti di questa categoria sono FPR, espresso nei granulociti neutrofili e FPRL1, espresso nei macrofagi.
- I recettori scavenger sono una classe di PRR espressi dai fagociti. Sono strutturalmente eterogenei ma tutti permettono l'ingresso di lipoproteine a bassa densità (LDL) ossidate o acetilate nelle cellule immunitarie. Alcuni dei più noti recettori di questa famiglia sono CD36 (SCARB3), CD68, SRB1, LOX1, i recettori scavenger di classe A (SCARA1, 2, 3, 4, 5) o quelli di classe B (SCARB1, 2).
- Gli NLR sono proteine citoplasmatiche che riescono a riconoscere specifiche molecole batteriche qualora queste si trovassero all'interno di una cellula. In risposta al riconoscimento di una molecola batterica come il peptidoglicano, scatenano la trasduzione del segnale che attiva NF-κB il quale trascrive geni coinvolti nelle risposte infiammatorie. I membri più noti di questa categoria sono i recettori NOD (Nucleotide binding Oligomerization Domain) come Nod1, Nod2, Nod3, e i recettori NALP (NACHT-LRR and pyrin domain containing Proteins) come NALP1, NALP2, NALP3.
- Le proteine CARD (Caspase Activation and Recruitment Domain-containing proteins) sono recettori citoplasmatici contenenti il dominio CARD che riconoscono l'RNA virale. Attivano vie di segnalazione che portano all'attivazione di IRF o NF-κB e dunque alla produzione di interferoni. Le più note sono RIG-I e MDA5.

I PRR solubili si trovano nel plasma e negli alveoli polmonari. Tra i più noti la famiglia delle pentrassine che riconoscono la fosforilcolina e la fosfatidiletanolammina, le collettine che riconoscono residui di mannosio e fucosio e le ficoline che riconoscono N-acetilglucosammina e acido lipotecoico, presenti sulla perete cellulare dei batteri gram-positivi.

### Trasduzione del segnale
Quando un recettore TLR si lega alla struttura che riconosce mediante il suo dominio di legame dimerizza con un altro TLR che può essere identico (omodimerizzazione) o differente (eterodimerizzazione). I TLR della membrana plasmatica tendono a dimerizzare tra loro e così quelli presenti sulla membrana degli endosomi. La dimerizzazione sembra seguire schemi specifici per ciascun PAMP, per esempio nel caso del peptidoglicano TLR2 dimerizza con TLR6 formando un eterodimero. In alcuni casi il processo è più complesso e coinvolge delle proteine e dei recettori accessori. Nel caso del lipopolisaccaride (LPS) esso si associa dapprima a LPB (LPS binding protein), una proteina solubile presente nel plasma, poi questo complesso si lega al recettore CD14, una proteina estrinseca legata alla membrana plasmatica da glicofosfatidilinositolo. A questo punto LPB si distacca ed interviene la proteina MD2 che media l'attacco di CD14-LPB-LPS con il recettore Toll-like TLR4. Non è stato ancora definito se vi sia o meno un contatto diretto tra il lipopolisaccaride e TLR4.
Una volta che il recettore è stato attivato dal ligando recluta diverse proteine adattatrici che interagiscono con il suo dominio TIR poiché possiedono anch'esse un dominio TIR. Tutti i recettori TLR tranne TLR3 reclutano MyD88 ed insieme ad esso formano combinazioni di proteine adattatrici tra le quali figurano MAL (MyD88 Adapter Like), TRIF (TIR domain containing adapter Inducing Interferon β) e TRAM (Trif-Related Adapter Molecule). MyD88 e MAL attirano proteine IRAK (IL-1 Receptor Associated Kinase) come IRAK1 e IRAK4, che a loro volta interagiscono con TRAF6 (TNF Receptor Associated Factor 6) il quale attiva TAK1 (TGF-β Activated Kinase), che da inizio alla cascata delle MAP-chinasi e attiva le chinasi IκB. La cascata delle MAP-chinasi (IKK, NIK o NLK) attiva i fattori di trascrizione NF-κB, Fos e Jun, gli ultimi due si associano formando il complesso di trascrizione AP-1. Tali fattori trascrivono geni codificanti interleuchine (IL-1, IL-6, IL-8, IL-12), fattore di necrosi tumorale (TNF), E-selectina, MCP-1. Nel caso vengano reclutate TRAM e TRIF esse si associano a TRAF6, che attiva TBK1 che a sua volta attiva il fattore di trascrizione IRF3 (Interferon Response Factor 3). IRF trascrive geni che codificano per gli interferoni α e β. I recettori TLR endosomiali come TLR3 e TLR9 reclutano rispettivamente TRIF e MyD88, il primo attiva TBK1 e successivamente IRF3, mentre il secondo attiva IRAK1 o IRAK4 che attivano TRAF6 e quindi la cascata della MAP chinasi e NF-κB, mentre le IRAK attivano IRF7, che trascrive geni che codificano per interferoni.

## Proteine plasmatiche
La proteine del complemento sono proteine prodotte dal fegato e riversate nel sangue. In circolo sono sotto forma di zimogeni, è necessaria un'attivazione affinché le proteine possano aggredire il patogeno. Le vie di attivazione del complemento sono 3: vi classica, via alternativa e via della lectina. 

## In altri regni

### Procarioti
I batteri (e probabilmente anche altri organismi procariotici) utilizzano un meccanismo di difesa unico, denominato sistema di restrizione-modificazione che protegge loro dall'attacco di patogeni, come ad esempio i batteriofagi.
In questo sistema, i batteri producono enzimi appartenenti alla classe delle endonucleasi di restrizione che attaccano e distruggono regioni specifiche del DNA del batteriofago che li ha invasi. Questo è possibile perché i batteri marcano come "self" il loro DNA metilandolo: pertanto le endonucleasi di restrizione non lo modificheranno.
Le endonucleasi di restrizione e il sistema di restrizione-modificazione esistono soltanto nei procarioti.

### Invertebrati
Gli invertebrati non posseggono linfociti né una risposta immunitaria di tipo umorale (basata sugli anticorpi) ed è molto probabile che furono i vertebrati, nel corso della filogenesi, a sviluppare per primi un sistema immunitario adattativo e multicomponente. Tuttavia gli invertebrati posseggono dei meccanismi che sembrano essere dei "precursori" del sistema immunitario dei vertebrati.
I "Pattern Recognition Receptors" sono proteine usate da quasi tutti gli organismi per identificare molecole associate con microbi patogeni.